# Готтоленго
Готтоленго (итал. Gottolengo, ломб. Otalènc) — коммуна в Италии, в провинции Брешиа области Ломбардия.
Население составляет 5090 человек (на 2004 г.), плотность населения составляет 164 чел./км². Занимает площадь 29 км². Почтовый индекс — 25023. Телефонный код — 030.
Покровителями коммуны почитаются святые апостолы Пётр и Павел, празднование 29 июня.